# داروسازی هسته‌ای

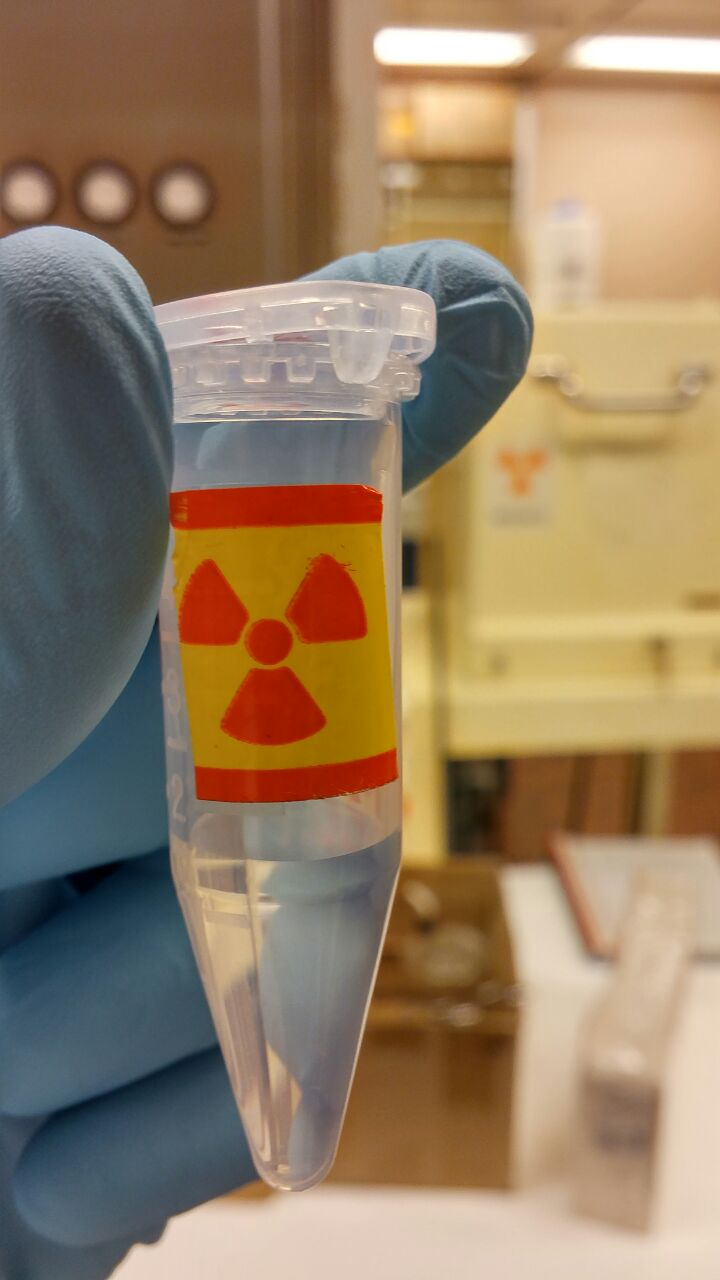
تصویری از یک رادیودارو

داروسازی هسته‌ای شاخه ای از حرفه داروسازی می باشد که هدف آن، ساخت و توسعه مواد پرتوزا و راديو دارو در جهت تشخیص و درمان بیماری ها می باشد.   داروسازی هسته‌ای، که به عنوان داروسازی رادیویی نیز شناخته می‌شود، شامل تهیه مواد رادیواکتیو برای تجویز به بیماران است که که برای تشخیص و درمان بیماری های خاص در پزشکی هسته ای استفاده می شود. این فرآیند عموماً شامل ترکیب یک رادیونوکلئید نشانگر با یک عنصر دارویی است که تعیین کننده مکان‌یابی بیولوژیکی در بیمار می‌باشد.  رادیوداروها عموماً به گونه‌ای طراحی نشده‌اند که خودشان اثر درمانی داشته باشند،  ، اما خطر تابش برای کارکنان و خطر احتمالی آلودگی در تولید برای بیماران وجود دارد.  به دلیل این خطرات متقاطع، داروسازی هسته‌ای یک زمینه به شدت تحت نظارت است.بیشتر تحقیقات تشخیصی پزشکی هسته‌ای با استفاده از تکنسیوم-99m انجام می‌شود. 

## تاریخچه
مفهوم داروسازی هسته‌ای برای اولین بار در سال 1960 توسط کاپیتان ویلیام اچ. برینر در موسسه ملی سلامت (NIH) در بتسدا، مریلند توصیف شد. همراه با آقای برینر، جان ای. کریستین، که استادیار در دانشکده داروسازی دانشگاه پردو بود، مقالاتی نوشته و به روش‌های مختلف برای ایجاد زمینه داروسازی هسته‌ای کمک کرده است. ویلیام برینر در سال 1958 داروسازی هسته‌ای NIH را آغاز کرد.  جان کریستین و ویلیام برینر هر دو در کمیته‌های ملی کلیدی که مسئول توسعه، تنظیم و استفاده از داروهای رادیویی بودند، فعال بودند. یک مولد تکنسیوم-99m به صورت تجاری در دسترس بود و به دنبال آن تعداد زیادی از داروهای رادیویی بر پایه Tc-99m موجود شدند.
در ایالات متحده، داروسازی هسته‌ای اولین تخصص داروسازی بود که در سال 1978 توسط هیئت تخصص‌های داروسازی تأسیس شد.
مدل های مختلف تولید در سطح بین المللی وجود دارد. داروخانه هسته ای سازمانی معمولاً از طریق مراکز پزشکی یا بیمارستان های بزرگ اداره می شود در حالی که داروخانه های هسته ای متمرکز تجاری خدمات خود را به بیمارستان های مشترک ارائه می دهند. آنها رادیوداروها را به عنوان دوز واحد تهیه و توزیع می کنند که سپس توسط پرسنل داروخانه هسته ای به بیمارستان مشترک تحویل داده می شود.

## عملیات
چندین مرحله اساسی معمولاً در آماده‌سازی‌های مبتنی بر تکنسیوم درگیر هستند. ابتدا تکنسیوم فعال از یک ژنراتور رادیونوکلئید در محل تهیه می‌شود که سپس به یک کیت غیر رادیواکتیو حاوی اجزای دارویی اضافه می‌شود. بسته به مواد مورد نظر، مراحل بیشتری ممکن است مورد نیاز باشد تا اتصال کامل دو جزء تضمین شود. این روش‌ها معمولاً در یک اتاق تمیز یا ایزولاتور انجام می‌شود تا محافظت در برابر تابش و شرایط استریل فراهم شود.
برای توموگرافی انتشار پوزیترون ، فلوئودئوکسی‌گلوکز رایج‌ترین داروی رادیویی است که بخش رادیواکتیو آن معمولاً از یک سیکلوترون تهیه می‌شود. نیمه عمر کوتاه فلوئور-18 و بسیاری دیگر از ایزوتوپ‌های PET نیاز به تولید سریع دارند. داروهای رادیویی PET اکنون اغلب توسط سیستم‌های خودکار تحت کنترل کامپیوتر تولید می‌شوند تا پیچیدگی و دوزهای تابش برای کارکنان کاهش یابد.

## آموزش و مقررات
داروسازی هسته‌ای یک رشته به شدت تحت نظارت است، زیرا چندین روش و زمینه را ترکیب می کند که ممکن است تحت صلاحیت تنظیم کننده ها و قوانین متعدد باشد. اینها شامل قرار گرفتن در معرض شغلی کارکنان با پرتوهای یونیزان، آماده سازی داروها، قرار گرفتن بیمار در معرض پرتوهای یونیزان، حمل و نقل مواد رادیواکتیو، و قرار گرفتن در معرض محیط با پرتوهای یونیزان است.مقررات مختلف ممکن است مراحل مختلف درگیر در رادیوداروها، از تولید کیت های "سرد" (غیر رادیواکتیو)، تا بازاریابی و توزیع محصولات نهایی را پوشش دهد.
کارکنانی که در داروخانه‌های هسته‌ای کار می‌کنند به آموزش گسترده در مورد جنبه‌های عملکرد خوب تولید، نگرانی‌های ایمنی تشعشعات و توزیع آسپتیک نیاز دارند. در ایالات متحده، یک داروساز هسته ای مجاز باید یک داروساز کاملاً واجد شرایط با مدرک تحصیلی و صلاحیت بیشتر در داروسازی هسته ای باشد.[15] چندین دستورالعمل اتحادیه اروپا رادیوداروها را به عنوان گروه خاصی از داروها تحت پوشش قرار می دهند که منعکس کننده طیف گسترده ای از انواع تولیدکنندگان و گروه های کارکنانی است که ممکن است درگیر باشند. در انگلستان داروسازان واجد شرایط ممکن است همراه با دانشمندان بالینی یا فناوران با آموزش های مرتبط درگیر شوند.
برای فراهم کردن حفاظت در هنگام کار با مواد رادیواکتیو، بیشتر ترکیب مواد در پشت شیشه‌های محافظ سربی و با استفاده از محافظ‌های سرنگ سربی و ظروف سربی برای نگهداری مواد رادیواکتیو انجام می‌شود. سرب یک ماده محافظتی عالی است که به حفاظت از داروساز هسته‌ای در برابر تابش‌های رادیواکتیو از محصولات کمک می‌کند. داروسازان هسته‌ای به طور روزانه با مقادیر زیادی از مواد رادیواکتیو کار می‌کنند، اما با استفاده از تکنیک‌های ساده، میزان تابش دریافتی توسط داروساز هسته‌ای بسیار کم است.

## روش استفاده
بیش از 100 روش مختلف پزشکی هسته‌ای امروزه انجام می‌شود و محصولات متنوعی وجود دارد که می‌توان از آن‌ها استفاده کرد. اکثر داروهای رادیویی به صورت "کیت" فرموله شده‌اند. تمامی مواد لازم برای آماده‌سازی در کیت غیر رادیواکتیو وجود دارد به جز ایزوتوپ رادیواکتیو. وقتی ایزوتوپ رادیواکتیو به کیت اضافه می‌شود، واکنش‌های شیمیایی مورد نیاز برای اتصال ایزوتوپ در ویال اتفاق می‌افتد. در بیشتر موارد، هنگامی که واکنش برچسب‌گذاری تکمیل شد، محصول نهایی آماده تأیید کنترل کیفیت و توزیع دوز واحد خواهد بود.
از آنجا که عمل داروسازی هسته‌ای شامل ترکیب محلی بیشتر محصولات توزیع شده است، هر محصولی که در داروسازی هسته‌ای ترکیب می‌شود باید قبل از توزیع هر دوز فردی آزمایش شود. آزمایش‌های ساده کروماتوگرافی لایه نازک فوری به سرعت و دقت اطلاعاتی درباره ترکیب شیمیایی کیتی که آماده شده است فراهم می‌کند. وقتی که خلوص شیمیایی محصول ترکیب شده تأیید شد، می‌توان آن را برای استفاده در بیماران توزیع کرد.
بیشتر دوزهای داروهای رادیویی به صورت سرنگ دوز واحد به کاربر نهایی تحویل داده می‌شوند. این کار به بخش پزشکی هسته‌ای امکان می‌دهد تا دوزهای لازم را سفارش دهند، پیگیری تحویل‌ها را انجام دهند، محصول را به بیمار تجویز کنند و زباله‌های رادیواکتیو را به حداقل برسانند. در یک داروسازی هسته‌ای، دوزهای واحد باید از کیت داروی رادیویی آماده شده برای تحویل به بخش پزشکی هسته‌ای کشیده شوند. باز هم، محافظ‌های سرنگ شیشه‌ای سربی و ابزارهای دیگر به کاهش تابش به داروساز هسته‌ای کمک می‌کنند.

## داروسازان هسته ای
علاوه بر آماده‌سازی و توزیع محصولات رادیواکتیو، داروسازان هسته‌ای در دسترس هستند تا اطلاعات دارویی را به سایر متخصصان بهداشتی ارائه دهند، به کارکنان پزشکی هسته‌ای در انتخاب محصولات کمک کنند و در تفسیر مطالعات غیرمعمول یاری رسانند. داروسازان هسته‌ای آموزش گسترده‌ای در زمینه داروهای رادیویی مختلف که استفاده می‌شوند، همچنین آموزش در زمینه مدیریت ایمن مواد رادیواکتیو و روش‌هایی که تابش را به حداقل می‌رسانند دریافت می‌کنند. تعداد بسیار کمی از مدارس داروسازی دارای دوره‌هایی در زمینه داروسازی هسته‌ای هستند - دانشگاه پردو منحصر به فرد است به طوری که چندین دوره کارشناسی برای دانشجویان ثبت‌نام کرده در دانشکده داروسازی دارد، همچنین برنامه گواهی آموزشی پیوسته که به داروسازان دارای مجوز که هیچ‌گونه مواجهه‌ای با داروسازی هسته‌ای نداشته‌اند امکان می‌دهد تا آموزش‌های لازم برای تبدیل شدن به داروساز هسته‌ای را دریافت کنند.
داروسازان هسته‌ای به عنوان لینک‌های حیاتی در ارائه خدمات پزشکی هسته‌ای عمل می‌کنند. با کار نزدیک با کارکنان پزشکی هسته‌ای، داروسازان هسته‌ای می‌توانند به مقدار زیادی در ارائه مراقبت به بیماران تحت روش‌های پزشکی هسته‌ای کمک کنند. در حالی که داروسازی هسته‌ای مشابه داروسازی سنتی است، اما در بسیاری از جنبه‌ها منحصر به فرد است و می‌تواند یک انتخاب حرفه‌ای چالش‌برانگیز و پاداش‌دهنده برای داروسازان باشد.